# Tove Jansson
Tove Marika Jansson (født 9. august 1914, død 27. juni 2001) var en finlandssvensk forfatter, maler og tegner, voksede op i Helsinki som ældste barn af tegneren Signe Hammersten Jansson og billedhuggeren Viktor Jansson.
Hun var uddannet maler og tegner og arbejdede bl.a. som illustrator. Hun udgav allerede i 1945 sin første bog, som introducerer den verden, som mumitroldene lever i. Men mumitroldene selv blev først introduceret i den anden bog, Kometjakten, fra 1946. Herefter er de et gennemgående tema i de fleste af hendes bøger. Det egentlige gennembrud blev med Trollkarlens Hatt fra 1948, som gjorde hende kendt i en lang række lande. Hun er nu oversat til 34 sprog, herunder dansk, og hun har også lavet billedbøger og tegneserier.
Tove Jansson har vundet adskillige priser, bl.a. H.C. Andersen-medaljen 1966, Selma Lagerlöfs litteraturpris 1993, Finlandspriset 1993 og Svenska Akademiens Stora Pris 1994 og mange flere.